# Ribeira Brava (Madeira)
Ribeira Brava es un municipio portugués situado en la isla de Madeira, en la Región Autónoma de Madeira. Según el censo de 2021, tiene una población de 12 680 habitantes.
El municipio está subdividido en 4 freguesias.
Fue creado el 6 de mayo de 1914 por separación de los municipios de Ponta do Sol y Câmara de Lobos, siendo el más nuevo del archipiélago de Madeira.

## Geografía
Las freguesias de Ribeira Brava son las siguientes:
- Campanário
- Ribeira Brava
- Serra da Água
- Tabua

## Galería

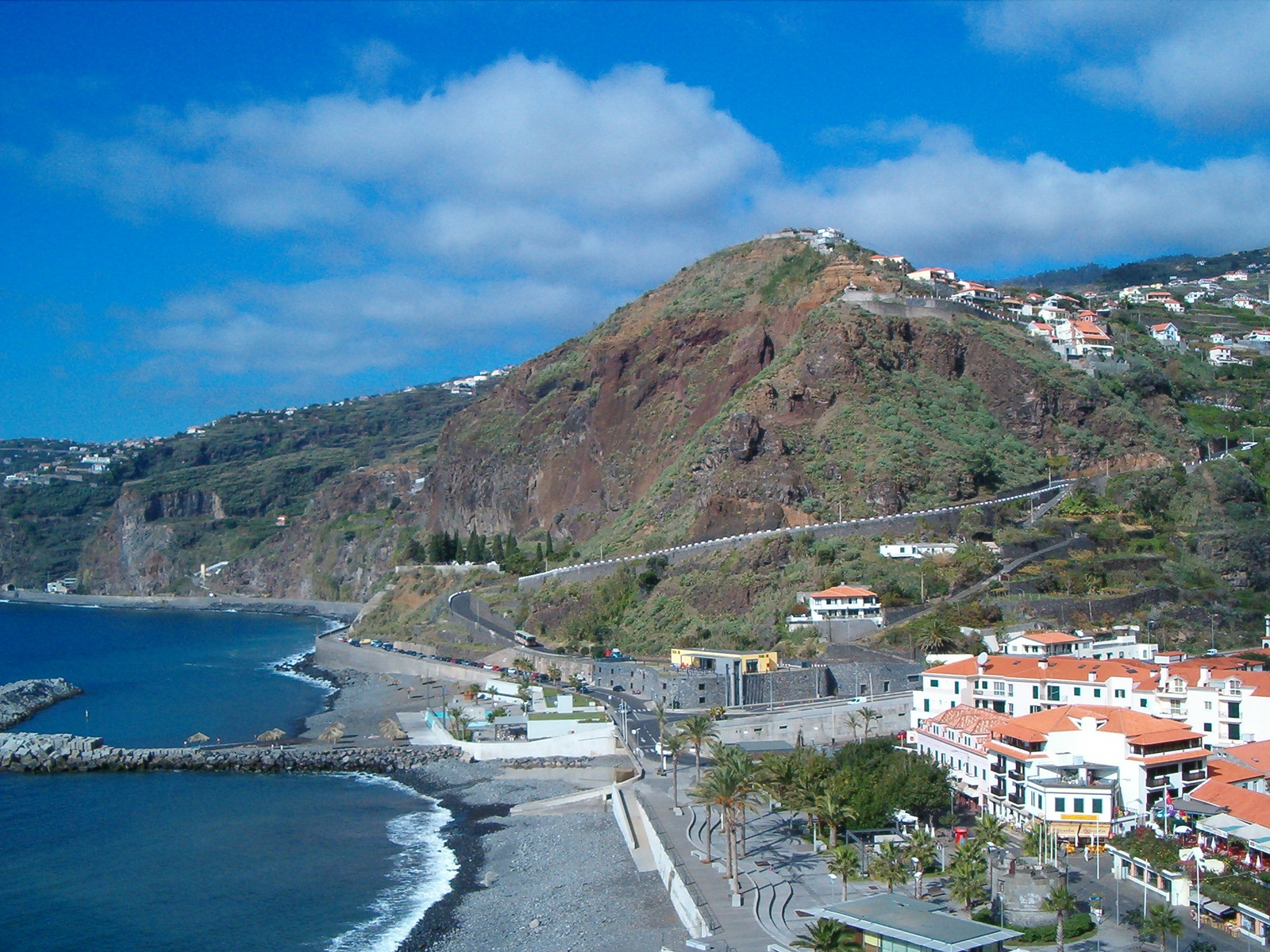
Panorámica
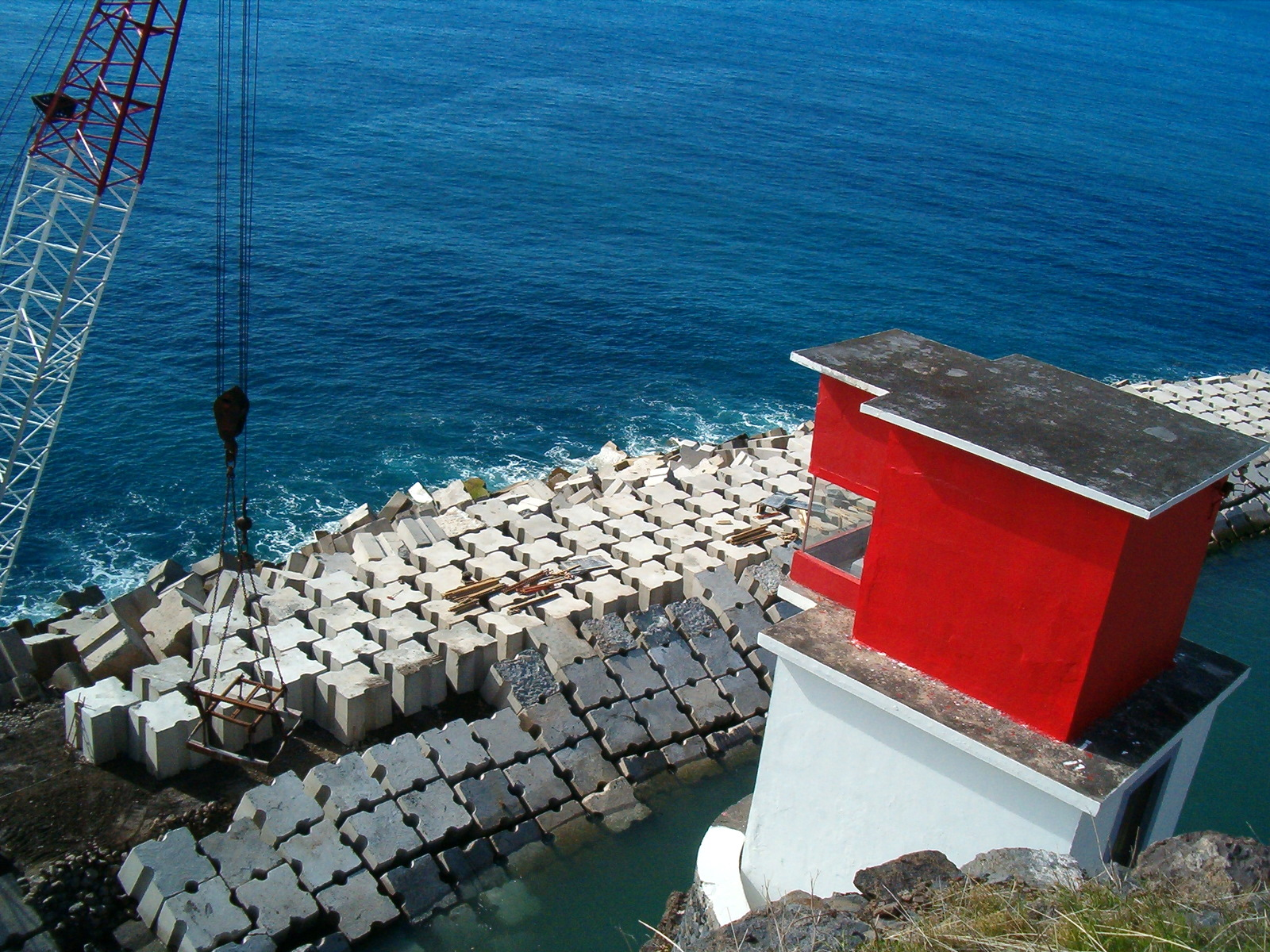
Puerto
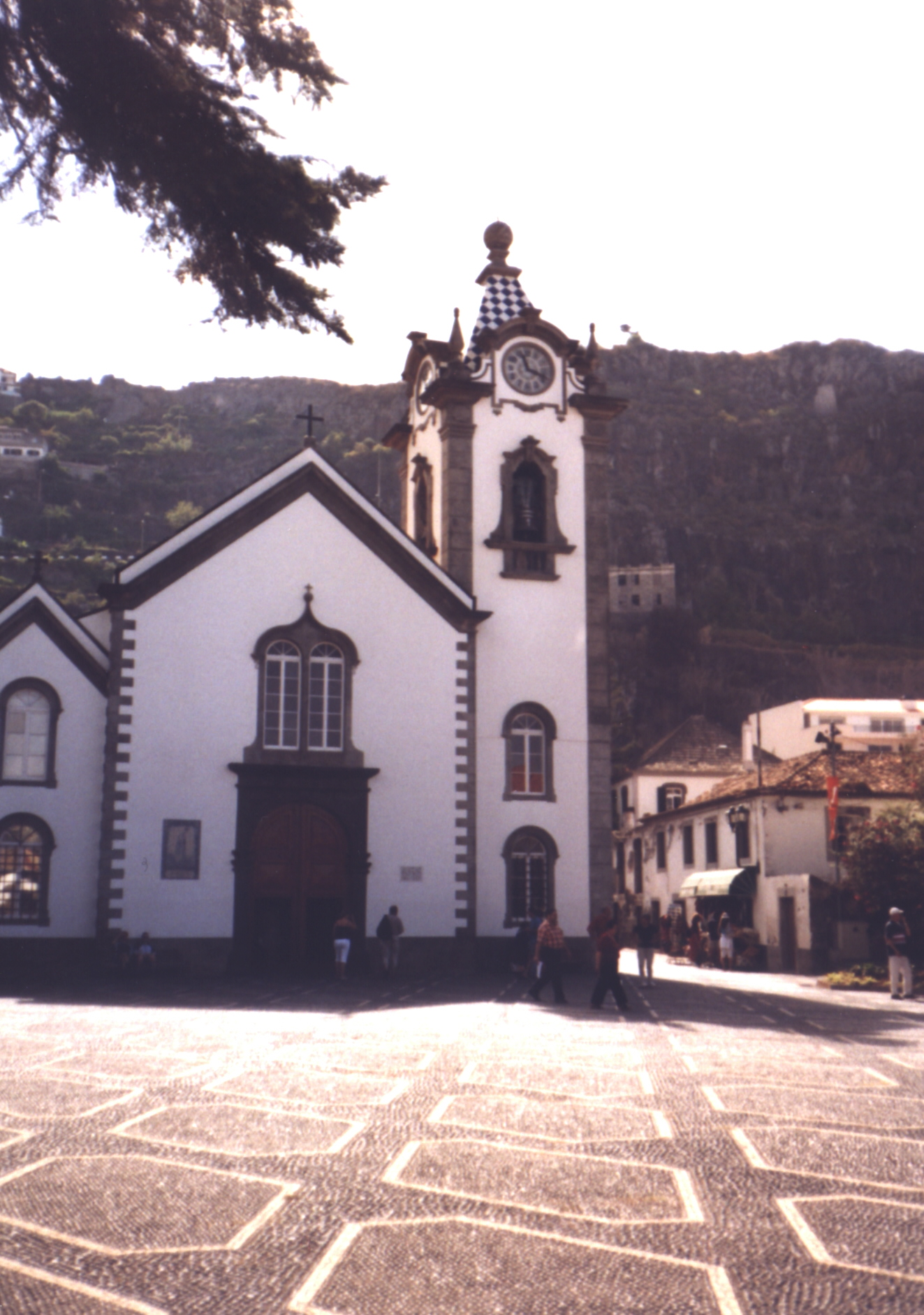
Iglesia de São Bento
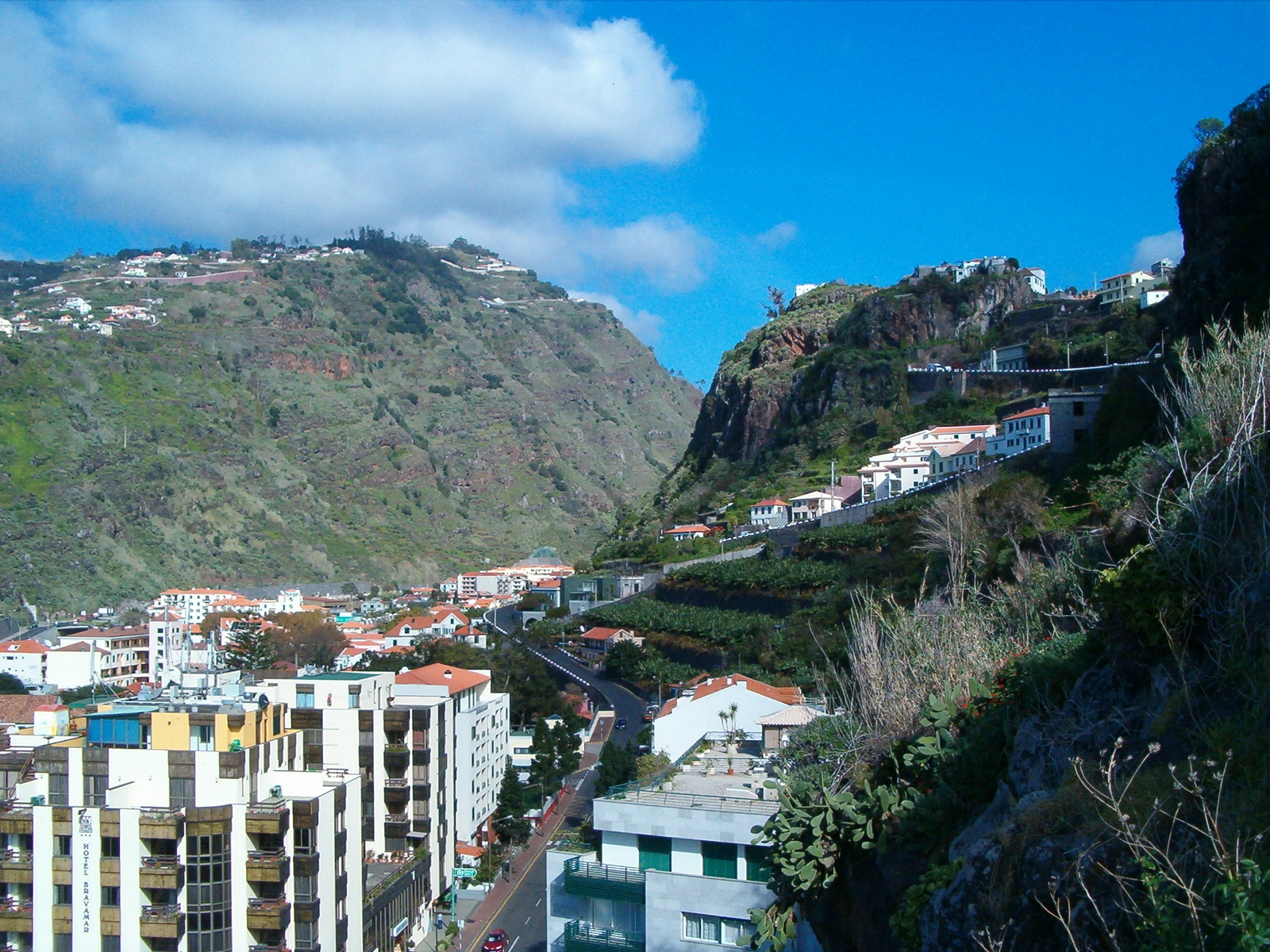
Centro de Ribeira Brava